# Consiliul Frontului Salvării Naționale
Consiliul Frontului Salvării Naționale (prescurtat CFSN) a fost un organism al puterii de stat din România, creat în 27 decembrie 1989 (Decretul-Lege nr.2/27.12.1989) ca urmare a legitimării juridice a organismului puterii revoluționare cu același nume, care a funcționat între 22 și 27 decembrie 1989.

## Istoric

### Constituire
Pe 22 decembrie 1989, după fuga cuplului Ceaușescu în jurul orei 12:07, în mijlocul efervescenței revoluționare, au început diverse încercări de formare a unui guvern nou, care să-l înlocuiască pe guvernul condus de Constantin Dăscălescu. Au fost trei încercări: 
- În sediul Ministerului Apărării chiar Ilie Ceaușescu, fratele dictatorului a încercat să schițeze o remaniere de guvern.
- În sediul CC al PCR, Ilie Verdeț a avut o încercare eșuată de formare a unui guvern nou.
- Cea care a ieșit învingătoare, a fost gruparea lui Ion Iliescu, care a înființat în prim pas la sediul CC Consiliul Frontului Salvării Naționale, ca organ suprem de conducere, definit mai târziu mai mult ca organ legislativ, și acesta a format în scurt timp și noul guvern.

Înființarea CFSN a fost anunțată la Televiziunea Română de directorul Editurii Tehnice Ion Iliescu. Din declarațiile unor membri ai CFSN, în special a celor cunoscuți anterior revoluției drept opozanți ai regimului ceaușist, rezultă că aceștia au fost incluși de Ion Iliescu în componența CFSN fără o discuție prealabilă.
Consiliul Frontului Salvării Naționale a cărui naștere a fost anunțată printr-un comunicat public la 22 decembrie 1989, a preluat "întreaga putere în stat". Era anunțată dizolvarea tuturor structurilor de putere ale "clanului" Ceaușescu, separația puterilor în stat, alegerea în posturi politice pentru cel mult două mandate, etc.

## Componență
Componența inițială a CFSN a cuprins 40 de persoane, anume (în ordinea anunțării lor la televiziune): Doina Cornea, Ana Blandiana, Mircea Dinescu, László Tőkés, Dumitru Mazilu, Dan Deșliu, general Ștefan Gușă, general Victor Atanasie Stănculescu, Aurel Dragoș Munteanu, Corneliu Mănescu, Alexandru Bîrlădeanu, Silviu Brucan, Petre Roman, Ion Caramitru, Sergiu Nicolaescu, Mihai Montanu, Mihai Ispas, Gelu Voican Voiculescu, Dan Marțian, Mihail Lupoi, Gheorghe Voinea (general), căpitan de rangul I. Emil Dumitrescu, Vasile Neacșa, Cristina Ciontu, Marian Baciu, Bogdan Teodoriu, Eugenia Iorga, Paul Negrițiu, Gheorghe Manole, Cazimir Ionescu, Neculae Radu, Adrian Sîrbu, Constantin Cîrjan, Géza Domokos, Magdalena Ionescu, Marian Mierlă, Constantin Ivanovici, Ovidiu Vlad, Valeriu Bucurescu, Ion Iliescu.
Această lista a fost completata cu numele revolutionarilor din fostul CC si care făceau parte din CPSN (Comitetul Provizoriu de Salvare Națională) care fusese înfiintat după ora 16 in 22 decembrie 1989.Alcătuit inițial din 40 de membri, Consiliul avea să reunească pe 27 decembrie 145 de persoane.
În seara zilei de 27 decembrie, a fost constituit Biroul Executiv al CFSN, format din 11 membri: președinte - Ion Iliescu, prim-vicepreședinte - Dumitru Mazilu, vicepreședinți - Cazimir Ionescu și Károly Király, secretar - Dan Marțian, membri: Bogdan Teodoriu, Vasile Neacșa, Silviu Brucan, Gheorghe Manole, Ion Caramitru și Neculae Radu.
Pe lângă Biroul Executiv funcționa și un „colectiv pentru relațiile cu publicul și mijloacele informației de masă” (condus de Dan Rădulescu).
Tot atunci au fost formate comisii de specialitate: 
- Comisia de reconstrucție și dezvoltare economică - Bogdan Teodoriu
- Comisia pentru agricultura -
- Comisia constituțională, juridică și pentru drepturile omului - Dumitru Mazilu
- Comisia pentru tineret - Vasile Neacsa și Romeo Raicu
- Comisia pentru politica externa - Silviu Brucan
- Comisia pentru știință și învățământ - Gheorghe Manole
- Comisia pentru cultura - Ion Caramitru
- Comisia pentru mediu și echilibru ecologic - Cazimir Ionescu
- Comisia pentru minoritățile naționale - Karoly Kiraly
- Comisia pentru administrația locală -  Neculae Radu
- Comisia organizatorica și colectivul de împuterniciți ai Consiliului - Mihai Montanu.

## Demisii din CFSN
- 23 ianuarie 1990: Doina Cornea
- 26 ianuarie 1990: Dumitru Mazilu
- 29 ianuarie 1990: Ana Blandiana
- 4 februarie 1990: Silviu Brucan

## Transformare în CPUN
În urma anunțării intenției de înființare a Frontul Salvării Naționale (FSN) ca partid politic, o serie de membri ai acestuia și-au dat demisia din CFSN. Manifestațiile de stradă ale opoziției au determinat ajungerea la un compromis, prin transformarea CFSN în Consiliul Provizoriu de Uniune Națională, în care, alături de unii membri ai vechiului CFSN au intrat și membri ai partidelor politice înființate după revoluție.
La 1 februarie 1990, a avut loc discuția dintre reprezentanții CFSN și cei ai partidelor politice, iar la 9 februarie 1990, urmare a acestor discuții, CFSN a emis Decretul-Lege de transformare a sa în Consiliul Provizoriu de Uniune Națională.